# Tom Marshall (rugbista)
Thomas Guthrie Marshall, detto Tom (Auckland, 5 luglio 1990), è un rugbista a 15 neozelandese, estremo dei Red Hurricanes in Top League.

## Biografia
Nato ad Auckland, ma cresciuto a Nelson insieme a suo fratello James, di lui più anziano di due anni, esordì a livello provinciale per Tasman nel 2010.
Nella stagione successiva di Super Rugby fu aggregato alla franchise dei Crusaders, cui Tasman afferisce, e debuttò proprio a Nelson contro gli australiani Waratahs.
In tale stagione giunse fino alla finale del torneo, poi persa contro i Reds.
Da tale stagione è divenuto titolare della squadra, in linea con la politica del tecnico Todd Blackadder di ringiovanimento della squadra tramite l'innesto di nuove leve.